# August Romaszkan

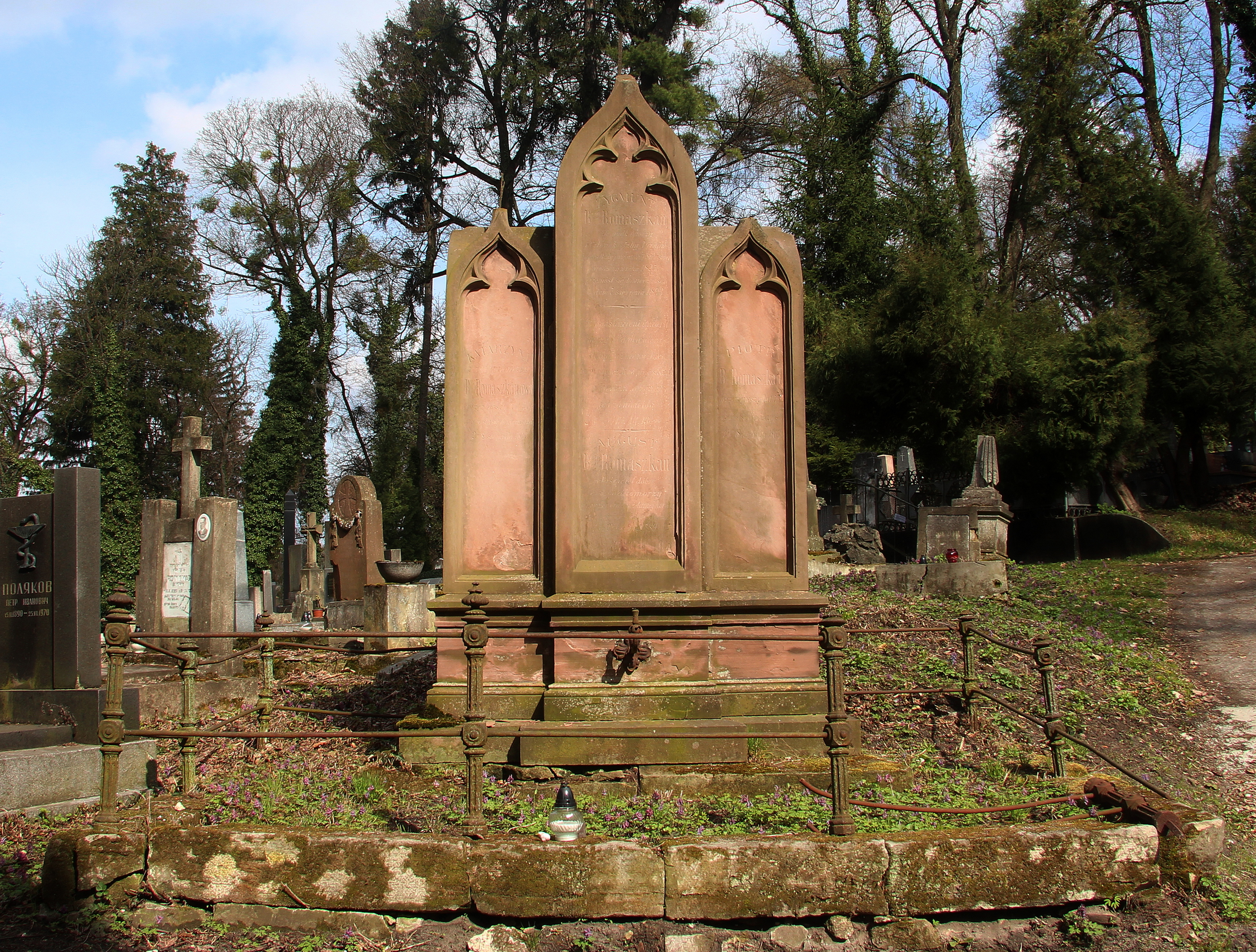

August Józef Maria Romaszkan-Kirkorowicz, baron, herbu własnego  (ur. 9 czerwca 1827 we Lwowie – zm. 24 czerwca 1889 tamże) – ziemianin, działacz gospodarczy i społeczny
Ziemianin, właściciel przekazanych mu przez ojca w 1860 dóbr Ostapie, w pow. skałackim. Członek Rady Powiatu (1867–1870, 1873–1874, 1886–1889) w Skałacie.
Działacz gospodarczy. Od 1860 członek, w latach 1869-1883 członek oddziału tarnopolsko-zbarasko-skałacko-tremblańskiego Galicyjskiego Towarzystwa Gospodarskiego. Od 1870 członek Galicyjskiego Towarzystwa Kredytowego Ziemskiego, delegat oddziału skałackiego do ogólnego zgromadzenia towarzystwa w latach 1871-1873, członek Wydziału Okręgowego w Skałacie (1887-1889). Członek rady nadzorczej (1870-1884) i dyrektor (1884) Galicyjskiego Zakładu Kredytowego Włościańskiego we Lwowie. Członek wydziału Towarzystwa Galicyjskiej Kasy Oszczędności (1872-1889). Członek od 1877 wiceprezes komisji kontrolującej Ogólnego Galicyjskiego Towarzystwa Ubezpieczeń we Lwowie (1874-1877). Członek rady nadzorczej zakładu zastawniczego "Pius Mons" przy archikatedrze ormiańskiej we Lwowie (1876-1889). Kurator Towarzystwa Ogrodniczo-Sadowniczego we Lwowie (1882-1887).
Udzielał się także społecznie. Prezes lwowskiego oddziału Galicyjskiego Towarzystwa Ochrony Zwierząt (1879-1884). Członek wydziału Krajowego Stowarzyszenia Patriotycznej Pomocy Czerwonego Krzyża w Galicji (1881-1889). Członek Galicyjskiego Towarzystwa Muzycznego we Lwowie, w latach 1870-1871 członek jego wydziału (zarządu). Charakteryzując Augusta i jego brata Zygmunta nielubiący Romaszkanów Kazimierz Chłędowski zapisał na kartach swego pamiętnika: dwaj przede wszystkim Romaszkami byli bardzo znanymi we Lwowie postaciami, dwa czarne, niskie grubasy, starzy kawalerowie: jeden Zygmunt, Zyziem zwany, finansista, prezes Banku Włościańskiego, o którym mówiono, że za godło ma ściągniętą skórę z biednego chłopa, drugi August, przestępujący jak kaczka z nogi na nogę, próżniak, plotkarz, sybaryta. Wieczorem Zyzio zasiadał w kasynie szlacheckim i był zbiornikiem wszystkich nowin. August który miał jeszcze inne namiętności, siedział u pani S. żony urzędnika Banku Włościańskiego, bardzo przystojnej brunety, gdzie stworzył sobie ognisko domowe, kukułcze.
Pochowany na Cmentarzu Łyczakowskim we Lwowie.

## Wyróżnienia i odznaczenia
Wraz z ojcem otrzymał od cesarza dziedziczny tytuł barona 22 sierpnia 1857 (dyplom datowany Wiedeń 3 stycznia 1858) Od 1868 był austriackim szambelanem. Kawaler orderu Żelaznej Korony klasy 3 (1875).

## Rodzina
Urodził się w ormiańskiej rodzinie ziemiańskiej pochodzącej z Mołdawii, której potwierdzono szlachectwo 8 lipca 1789. Był synem Piotra Romaszkana (1790-1863) i  Katarzyny z Bołoz-Antoniewiczów (1803–1847). Miał rodzeństwo: siostrę Karolinę Sabinę (ur. 1822), żonę Edwarda Adama Komorowskiego (1810-1865) oraz brata: Zygmunta Jana Piusa (1825-1893). Rodziny nie założył.